# Фрехен
Фрехен (нім. Frechen) — місто в Німеччині, знаходиться в землі Північний Рейн-Вестфалія. Підпорядковується адміністративному округу Кельн. Входить до складу району Райн-Ерфт.
Площа — 45,11 км2. Населення становить 51 947 ос. (станом на 31 грудня 2020).